# Бенедикт Котрулєвич
Бенедикт Котрулєвич або Бенедетто Котрульї (хорв. Benedikt Kotruljevic, італ. Benedetto Cotrugli; 1416 Дубровник — 1469, Л'Аквіла) — італійський купець XV століття і неаполітанський дипломат, автор книги «Про торгівлю і досконалого купця» (1458), один з творців італійської бухгалтерії.
У працях Бенедикт Котрулєвич вперше говорить про бухгалтерський облік як про науку. Бенедетто Котрульї поклав початок розгляду бухгалтерського обліку як знаряддя управління окремим підприємством, з одного боку і як універсальну методологічну науку — з іншого. Котрульї мав кредит на лівій, а дебет на правій сторінці (стороні) рахунку. Для обліку грошових коштів він передбачав дві колонки, в першій наводилася оригінальна валюта, в другій — її перевод в місцеву. При цьому він не приводив методів обчислення валютних різниць, але підкреслював їх значення, вказуючи, що той, хто не розуміє необхідності подібних перерахунків, не заслуговує звання бухгалтера. Котрулєвич також виклав порядок заповнення рахунку збитків і прибутків і вказав, що сальдо має переноситися на рахунок капіталу.